# Лиски (станція)
Лиски (у 1965—1991 роках — Георгіу-Деж) — вузлова залізнична станція Лисківської дирекції Південно-Східної залізниці. Розташована в місті Лиски Воронезької області. На станції знаходиться рефрижераторне депо.

## Історія
У 1870 році в центрі села Нова Покровка (первинна назва міста Лиски) була побудована залізнична станція Лиски. Назва походить від однойменного правобережного села — Лиски.
Історична будівля залізничного вокзалу споруджена у 1901 році, яка є архітектурно-історичною пам'яткою.
З 1965 по 1991 роки станція носила назву — Георгіу-Деж, на честь колишнього лідера Румунської комуністичної партії Георгіу-Деж.
У ніч на 17 серпня 2025 року станція атакована невідомими БпЛА, пролунали декілька потужних вибухів, пошкоджена залізнична інфраструктура. Внаслідок атаки затримано рух понад десяти пасажирських поїздів

## Пасажирське сполучення
Більшість поїздів, що прямують зі сторони Воронежа на південь і зворотно мають мінімальну стоянку 5 хвилин. Решта поїздів — в середньому від 15 до 30 хвилин зі зміною електровоза на тепловоза або навпаки. Для деяких приміських поїздів станція є кінцевою.